# 2010년 동계 올림픽 아이슬란드 선수단
2010년 동계 올림픽 아이슬란드 선수단은 캐나다 밴쿠버에서 개최된 2010년 동계 올림픽에 참가한 올림픽 아이슬란드 선수단이다.

## 알파인 스키
| 선수                       | 종목            | 1차시기    | 2차시기 | 결과       | 결과       |
| 선수                       | 종목            | 기록       | 기록    | 기록       | 순위       |
| -------------------------- | --------------- | ---------- | ------- | ---------- | ---------- |
| 비외르그빈 비외르그빈손    | 남자 회전       | 완주 못 함 |         | 완주 못 함 | -          |
| 비외르그빈 비외르그빈손    | 남자 대회전     | 1:21.44    | 1:25.27 | 2:46.71    | 43         |
| 스테파운 욘 시귀르게이르손 | 남자 슈퍼대회전 |            |         | 1:39.12    | 45         |
| 스테파운 욘 시귀르게이르손 | 남자 회전       | 완주 못 함 |         | 완주 못 함 | -          |
| 아우르드니 소르발손        | 남자 슈퍼대회전 |            |         | 완주 못 함 | 완주 못 함 |
| 이리스 그뷔드뮌스도티르    | 여자 슈퍼대회전 |            |         | 완주 못 함 | 완주 못 함 |
| 이리스 그뷔드뮌스도티르    | 여자 회전       | 완주 못 함 |         | 완주 못 함 | -          |

## 같이 보기
- 올림픽 아이슬란드 선수단